# Санников, Михаил Семёнович
Михаил Семёнович Санников (1921—1944) — старший сержант Рабоче-крестьянской Красной Армии, участник Великой Отечественной войны, Герой Советского Союза (1945).

## Биография
Родился в 1921 году в Смоленске.
В июне 1941 года Смоленским райвоенкоматом был призван на службу в Рабоче-крестьянскую Красную армию и направлен на фронт Великой Отечественной войны. При боевых действиях на Дону был ранен.
К августу 1944 года старший сержант Михаил Санников командовал отделением 127-й отдельной штрафной роты 46-й армии. При освобождении Молдавской ССР в начале Ясско-Кишинёвской операции, в ночь с 19 на 20 августа 1944 года отделение приданной 176-му гвардейскому стрелковому полку 59-й гвардейской стрелковой дивизии 37-го стрелкового корпуса 127-й отдельной штрафной роты 46-й армии 3-го Украинского фронта под командованием Михаила Санникова принимало активное участие в прорыве немецкой обороны с Кицканского плацдарма на западном берегу Днестра. В боях за первую линию траншей у села Талмаз Санников уничтожил одиннадцать солдат противника и пулемётный расчёт. Когда при штурме высоты 182,3 продвижение вперёд застопорилось из-за пулемётного огня немецкого дзота, Санников закрыл собой его амбразуру и ценой своей жизни обеспечил успешные действия всей пехоты.
Указом Президиума Верховного Совета СССР от 24 марта 1945 года, за «образцовое выполнение заданий командования и проявленные мужество и героизм в боях с немецкими захватчиками» старший сержант Михаил Семёнович Сановников был посмертно удостоен звания Героя Советского Союза и награждён орденом Ленина.
В наградном листе Михаила Санникова указано, что родственников у него нет.